# English Vocal Election
English Vocal Election （イングリッシュボーカルエレクション、EVE） は、インターネットを通じて、世界中の人々に「英語」の歌を発信する新しいイベント。

## 概要
English Vocal Election（EVE）は、22歳までの若者たちを対象とし、English(英語)とVocal(歌唱)を主なツールとして、世界中の人々に発信する新しい歌唱コンクールである。2016年初秋に第1回、EVE vol.Iを実施。全国21都道府県より5,000名超のエントリーを数えた。公式サイト「EVE HQ」内では、EVE vol.Iにおける数々の審査を勝ち抜いた全国の精鋭たち「Candidates」のパフォーマンスが公開されており、これらの中から当該回の代表者「EVE Representative」が選出される。

## 審査
大会への参加は、参加規程を満たす者、団体は原則自由であり、大学のアカペラサークル、高校生の合唱部など、様々な団体が参加している。
本大会は、一次審査（音源審査）、二次審査、三次審査（ホール審査）、そして最終審査（全国大会）と分かれている。三次審査の開催場所は東京・名古屋・大阪・兵庫の各地で行われ、全国大会は名古屋で実施される。全国大会当日の審査員投票、及び会場の投票率をもとに各部門の優勝者を決定し、表彰する。「EVE」のコンセプトに基づき、一般視聴者からのWEB投票も行われる。上位入賞者のパフォーマンス映像がアップロードされた「特設サイト」からEVE全国大会での歌声を聴くことができる。
特設サイト上での投票結果の中間発表、最終集計後に全ての部門の中で、 本大会で最も支持を集めた「EVE Representative（レプリゼンタティブ）」が発表される。

## 特徴
出演者への評価決定に、一般視聴者の投票による意思表示が大きな影響力を持っている。「Election＝選挙」というサブタイトルが標榜するように、民主主義的な選出形式が採用されていることで、各パフォーマンスの評価が特定の人物の趣向に極端に左右されることなく、その判断はあくまで民意に委ねられている。より具体的には、ホールにて観客による投票を中心とした審査が行われている。Representative(代表、代理人) という称号には「パブリックオピニオン(思想・情感・観念etc)を適切にくみ取り、これを代弁する能力を有する人物」 というコノテーションがある。「EVE Representative」に選出された人物もしくはグループ代表者は、次回開催時までの一定期間、「EVE HQ」内で大規模なパブリシティキャンペーンを実施する権利が付与される。才能に溢れ人望に恵まれた若者たちにとって、社会的健全性を高いレベルで実現したキャリア形成に直結する「ステータス」として機能することが見込まれている。

## 歴史
2016年 EVE vol.I、関東大会（日本教育会館）、関西大会（アルカイックホール）、中部大会（千種文化小劇場）、全国大会（吹上ホール）を実施。全国21都道府県より5,000名超がエントリー。審査結果は公式サイト内にて発表。
2017年 EVE vol.IIのエリア審査を実施。全国審査（もちのきホール）は1月に実施予定。

## 参加規程
ソロの部
| 部門   | Advanced                                                                                     | Intermediate                                                                                 | Novice                                                                                       |
| 年齢   | 16歳～22歳                                                                                   | 13歳～15歳                                                                                   | 6歳～12歳                                                                                    |
| 人数   | 1名（デュエットは不可）                                                                      | 1名（デュエットは不可）                                                                      | 1名（デュエットは不可）                                                                      |
| 演奏曲 | 英語のテキストで書かれた自由曲（入退場を含め5分以内） ＊すべての審査は同一曲での参加とする。 | 英語のテキストで書かれた自由曲（入退場を含め5分以内） ＊すべての審査は同一曲での参加とする。 | 英語のテキストで書かれた自由曲（入退場を含め5分以内） ＊すべての審査は同一曲での参加とする。 |
| 応募費 | 無料（公開審査の観覧は有料チケット制）                                                       | 無料（公開審査の観覧は有料チケット制）                                                       | 無料（公開審査の観覧は有料チケット制）                                                       |

グループの部
| 部門   | Senior                                                                                       | Junior                                                                                       |
| 年齢   | 13歳～22歳 （校種は混合していても可）                                                        | 6歳～12歳 （小学生のみで構成）                                                               |
| 人数   | 10名以上50名以下（指揮者の参加は不可）                                                       | 10名以上50名以下（指揮者の参加は不可）                                                       |
| 演奏曲 | 英語のテキストで書かれた自由曲（入退場を含め5分以内） ＊すべての審査は同一曲での参加とする。 | 英語のテキストで書かれた自由曲（入退場を含め5分以内） ＊すべての審査は同一曲での参加とする。 |
| 応募費 | 無料                                                                                         | 無料                                                                                         |

## 課題曲
全部門共通
- 自由曲は、すべての歌詞が英語で歌われているものとする。
- 全ての審査は一次審査で演奏した楽曲を演奏することとし、曲目変更は認めない。
- 楽曲のアレンジや編成方法についても審査に含まれ、演奏者の独創性に任せることとする。アカペラ（無伴奏）での演奏も可。
- 演技・台詞・身体表現も審査対象に含まれるが、歌唱の表現力を重視したパフォーマンスとすること（著しく他の要素が強い場合には減点対象とすることがある）。
- すべての歌唱は暗譜に限る。
- 以下のような選曲を行った場合には、失格になる場合がある。
  - 歌詞に日本語が含まれている。
  - 青少年にふさわしくない表現や単語が歌詞に含まれている。
  - 前奏や間奏が長く、歌のパートが少ない。

## 審査員
- 西島和彦：EVE 審査委員長。Youth Theatre Japan（YTJ）代表。
- 木村花代：ミュージカル女優。「キャッツ」「美女と野獣」「ウィキッド」等主演女優として出演。
- 岡坊久美子：元文化庁派遣芸術家在外研究員。ベルリン芸術大学講師。
- 水野賢司：東京音楽大学教授。
- 米田哲二：相愛大学音楽学部教授。公益社団法人関西二期会理事長。
- 植木護：演出家。
- 高田さをり：Youth Theatre Japan（YTJ）音楽主任講師。